# Dave Allen (acteur américain)
Pour les articles homonymes, voir Dave Allen et Allen.
Dave Allen, connu également sous le nom de Dave "Gruber" Allen est un acteur et musicien américain né en 1958 à Naperville, dans l'Illinois. Il est principalement connu pour son rôle de Jeff Rosso, conseiller d'orientation du lycée McKinley, dans la série Freaks and Geeks, et pour son personnage de Naked Trucker, pour lequel il exerce son talent de chanteur et de guitariste pour des sketches à succès avec lesquels il se joint à David Koechner, qui incarne T-Bones.

## Filmographie partielle
- 1991 : Fist of Glory de Joe Mari Avellana : High Roller
- 1997 : Life Sold Separately de Paul Feig : Roger
- 1999 : Dill Scallion (en) de Jordan Brady : Slim
- 1999-2000 : Freaks and Geeks (série TV) : Jeff Rosso
- 2001 : The Girls Guitar Club (court-métrage) de Ruben Fleischer : Recording Engineer Guy
- 2002 : Malcolm : M. Woodward (Saison 2 épisode 19)
- 2004 : Présentateur vedette: la légende de Ron Burgundy (Anchorman : The Legend of Ron Burgundy) d'Adam McKay : Fondue Restaurant Patron (uncredited)
- 2004 : Wake Up, Ron Burgundy: The Lost Movie (vidéo) d'Adam McKay : Skeevy Guy
- 2006 : Enfants non accompagnés (Unaccompanied Minors) de Paul Feig : Gas Station Attendant
- 2007 : Smiley Face de Gregg Araki : Hippie no 1
- 2007 : The Naked Trucker and T-Bones Show (série TV) : The Naked Trucker
- 2008 : Largo de Mark Flanagan et Andrew van Baal : Todd Carlin
- 2010 : Drones (en) d'Amber Benson et Adam Busch : Cooperman
- 2011 : Bad Teacher de Jake Kasdan : Sandy Pinkus
- 2014 : Sex Tape, de Jake Kasdan